# The Works (álbum de Queen)
The Works é o décimo primeiro álbum de estúdio da banda britânica de rock Queen, lançado em 27 de fevereiro de 1984. É composto por várias canções que se tornaram hits na carreira do grupo, como "I Want to Break Free", "Radio Ga Ga" e "Hammer to Fall", canções tocadas em todos os shows da banda. Alcançou a #23 posição nos EUA, mesmo sem uma turnê americana.
O projeto foi escrito e gravado, em agosto de 1983 a janeiro de 1984, no Record Plant Studios em Los Angeles nos EUA, e finalizado no Musicland Studios, em Munique na Alemanha, num período de crises na banda, devido sobretudo ao fracasso do álbum Hot Space, disco anterior. As sessões de gravação foram problemáticas. "Durante as gravações de The Works, chegamos ao ponto de odiarmos uns aos outros. A tensão gerada pela guerra de egos foi tanta que eu mesmo saí e voltei para a banda diversas vezes", disse o guitarrista Brian May em 1985.
A turnê desse álbum foi de grande sucesso e repercussão, destacando-se as apresentações no primeiro Rock In Rio, no Brasil, em 11 de janeiro de 1985 e no evento Live Aid, em 13 de julho de 1985, no Estádio de Wembley em Londres. No Rock in Rio o grupo ganhou um cache equivalente $600.000,00 na época pelas duas apresentações, e a confirmação da partição do grupo no festival foi o principal argumento para convencer outros músicos internacionais a tocarem no festival em 10 noites para um público de 1,3 milhão de pessoas no Rio de Janeiro. A estrutura e conjunto de luzes do palco da turnê The Works foram cedidos pelo Queen ao Rock in Rio, no qual  todos os artistas que se apresentaram no festival,  utilizaram. Já no show Live Aid, apesar de apenas 20 minutos de duração, é considerado não só a melhor apresentação do festival, mas como também da história do grupo e uma das melhores apresentações da história do rock. O show do grupo no Live Aid foi reproduzido fielmente no final do filme sobre a banda Bohemian Rhapsody.
Os vídeo clipes deste álbum são uns dos mais conhecidos do grupo. Em Radio Ga Ga dirigido por David Mallet, o grupo percorre nos céus da cidade do filme Metrópolis. Os gestos com as mãos no clipe Radio Ga Ga eram reproduzidos com palmas pelo público em shows ao vivo. Em I Want To Break Free, o grupo aparece se trajando de mulheres, parodiando a novela britânica Coronation Street, o quê causou polêmica nos EUA que não entenderam a piada, chegando a ser banido da MTV americana na época, mas mesmo assim o videoclipe foi sucesso no resto do mundo.

## Faixas
| N.º | Título                             | Compositor(es)              | Duração |  |
| 1.  | "Radio Ga Ga"                      | Roger Taylor                | 5:45    |  |
| 2.  | "Tear It Up"                       | Brian May                   | 3:28    |  |
| 3.  | "It's a Hard Life"                 | Freddie Mercury             | 4:08    |  |
| 4.  | "Man On The Prowl"                 | Freddie Mercury             | 3:28    |  |
| 5.  | "Machines (or 'Back to Humans')"   | Brian May / Roger Taylor    | 5:10    |  |
| 6.  | "I Want To Break Free"             | John Deacon                 | 3:20    |  |
| 7.  | "Keep Passing The Open Windows"    | Freddie Mercury             | 5:21    |  |
| 8.  | "Hammer To Fall"                   | Brian May                   | 4:28    |  |
| 9.  | "Is This the World We Created...?" | Freddie Mercury / Brian May | 2:13    |  |

## Ficha técnica
- Freddie Mercury: vocais, piano, teclado, sampler
- Brian May: vocais, guitarra, teclados
- Roger Taylor: vocais, bateria, teclados, vocoder, sampler e programação
- John Deacon: baixo, guitarra, teclados e programação

Additional personnel
- Fred Mandel: teclados, piano e sampler
- Reinhold Mack: Fairlight CMI, engenharia de áudio
- Mike Beiriger: engenharia
- Stefan Wissnet: engenharia
- Ed Delena: engenharia
- Bill Smith: design capa
- George Hurrell: fotografia